# Tres Valles Varesinos 2017
La 97.ª edición de la clásica ciclista Tres Valles Varesinos se celebró en Italia el 3 de octubre de 2017 sobre un recorrido de 192,89 km con inicio en la ciudad de Saronno y final en Varese.
La carrera formó parte del UCI Europe Tour 2017, dentro de la categoría 1.HC.
La carrera fue ganada por el corredor francés Alexandre Geniez del equipo Ag2r La Mondiale, en segundo lugar Thibaut Pinot (FDJ) y en tercer lugar Vincenzo Nibali (Bahrain Merida).

## Recorrido
La Tres Valles Varesinos dispuso de un recorrido total de 192,89 kilómetros con sitio de inicio en el municipio de Saronno hasta la ciudad de Varese.

## Equipos participantes
Tomaron parte en la carrera 24 equipos: 13 de categoría UCI ProTeam; 7 de categoría Profesional Continental; 4 de categoría Continental. Formando así un pelotón de 192 ciclistas de los que acabaron 108. Los equipos participantes fueron:
| WorldTeams (13)- FDJ - Sky - Astana - Bora-Hansgrohe - Trek-Segafredo - Dimension Data - Movistar Team - AG2R La Mondiale - UAE Team Emirates - Cannondale-Drapac - Orica-Scott - Bahrain-Merida - Team Sunweb Equipos continentales profesionales (7)- Androni Giocattoli - Bardiani CSF - Wilier Triestina-Selle Italia - Nippo-Vini Fantini - Caja Rural-Seguros RGA - Israel Cycling Academy - Gazprom-RusVelo Equipos continentales (4)- Sangemini-MG.Kvis - Unieuro Trevigiani-Hemus 1896 - D'Amico-Utensilnord - Amore & Vita-Selle SMP-Fondriest |
| |

## Clasificación final
- Las clasificaciones finalizaron de la siguiente forma:[4]

| \| Clasificación general \| Clasificación general \| Clasificación general \| Clasificación general \| Clasificación general \| \| Ciclista \| Ciclista \| Equipo \| Tiempo \| \| \| --------------------- \| ---------------------- \| ----------------------------- \| --------------------- \| --------------------- \| \| 1.º \| Alexandre Geniez \| AG2R La Mondiale \| \| \| \| 2.º \| Thibaut Pinot \| FDJ \| + 0 s \| \| \| 3.º \| Vincenzo Nibali \| Bahrain-Merida \| + 0 s \| \| \| 4.º \| Diego Ulissi \| UAE Team Emirates \| + 0 s \| \| \| 5.º \| Davide Villella \| Cannondale-Drapac \| + 7 s \| \| \| 6.º \| Sam Oomen \| Team Sunweb \| + 7 s \| \| \| 7.º \| Gianni Moscon \| Team Sky \| + 7 s \| \| \| 8.º \| Fabio Aru \| Astana \| + 7 s \| \| \| 9.º \| Daniel Felipe Martínez \| Wilier Triestina-Selle Italia \| + 17 s \| \| \| 10.º \| Michael Albasini \| Orica-Scott \| + 18 s \| \| |                        |                               |        |
| |                        |                               |        |
| Fuente: ProCyclingStats |                        |                               |        |
| Clasificación general |                        |                               |        |
| Ciclista | Ciclista               | Equipo                        | Tiempo |
| 1.º | Alexandre Geniez       | AG2R La Mondiale              |        |
| 2.º | Thibaut Pinot          | FDJ                           | + 0 s  |
| 3.º | Vincenzo Nibali        | Bahrain-Merida                | + 0 s  |
| 4.º | Diego Ulissi           | UAE Team Emirates             | + 0 s  |
| 5.º | Davide Villella        | Cannondale-Drapac             | + 7 s  |
| 6.º | Sam Oomen              | Team Sunweb                   | + 7 s  |
| 7.º | Gianni Moscon          | Team Sky                      | + 7 s  |
| 8.º | Fabio Aru              | Astana                        | + 7 s  |
| 9.º | Daniel Felipe Martínez | Wilier Triestina-Selle Italia | + 17 s |
| 10.º | Michael Albasini       | Orica-Scott                   | + 18 s |

## UCI World Ranking
La Tres Valles Varesinos otorga puntos para el UCI Europe Tour 2017 y el UCI World Ranking, este último para corredores de los equipos en las categorías UCI ProTeam, Profesional Continental y Equipos Continentales. Las siguientes tablas son el baremo de puntuación y los corredores que obtuvieron puntos:
| Posición              | 1.ª | 2.ª | 3.ª | 4.ª | 5.ª | 6.ª | 7.ª | 8.ª | 9.ª | 10.ª |
| Clasificación general | 200 | 150 | 125 | 100 | 85  | 70  | 60  | 50  | 40  | 35   |

| 1.º  | Alexandre Geniez       | Ag2r La Mondiale    | 200 |
| 2.º  | Thibaut Pinot          | FDJ                 | 150 |
| 3.º  | Vincenzo Nibali        | Bahrain Merida      | 125 |
| 4.º  | Diego Ulissi           | UAE Emirates        | 100 |
| 5.º  | Davide Villella        | Cannondale-Drapac   | 85  |
| 6.º  | Sam Oomen              | Sunweb              | 70  |
| 7.º  | Gianni Moscon          | Sky                 | 60  |
| 8.º  | Fabio Aru              | Astana              | 50  |
| 9.º  | Daniel Felipe Martínez | Wilier Selle Italia | 40  |
| 10.º | Michael Albasini       | Orica-Scott         | 35  |